# Oecobius latiscapus
Espèce
Oecobius latiscapus est une espèce d'araignées aranéomorphes de la famille des Oecobiidae.

## Distribution
Cette espèce est endémique de Tenerife aux îles Canaries en Espagne,.

## Description
La femelle holotype mesure 2,2 mm.

## Publication originale
- Wunderlich, 1992 : Die Spinnen-Fauna der Makaronesischen Inseln: Taxonomie, Ökologie, Biogeographie und Evolution. Beiträge zur Araneologie, vol. 1, p. 1-619.